# Gundkopf
Le Gundkopf est une montagne qui s'élève à 2 063 m d'altitude dans les Alpes d'Allgäu en Bavière.